# 1828年美国总统选举
1828年美国总统选举充满了火药味。先前1824年的總統選舉中民主共和党发生内讧分裂，一派由当时的总统约翰·昆西·亚当斯與国务卿亨利·克萊领导，自称国家共和党，另一派由安德鲁·杰克逊将军领导，自称民主党。
當時两党都有各自的报纸文宣，首都华盛顿的《每日全国日报》支持总统亚当斯；而《美国电讯报》支持杰克逊将军，并经常刊登一些国会民主党人对亚当斯政府的指摘。《每日全国日报》不甘示弱，发行了一本以前用来攻击杰克逊的小册子，指责杰克逊跟别人打架，把那个人像狗一样赶走，然后霸占了他的老婆，这一指控虽然纯属捏造，但是却给杰克逊带来了巨大的影响。

## 杰克逊的婚姻问题
在1828年的总统大选中，安德鲁.杰克逊击败了当时的总统亚当斯。然而，这场竞选充满了恶意中伤和诽谤，攻击的一个主要对象就是候选人杰克逊的夫人瑞秋·杰克逊。
杰克逊的反对者指责他霸占别人的老婆，说杰克逊和雷切尔结婚的时候，雷切尔在法律上还是别人的妻子。这种说法虽然属实，但那是因为雷切尔的前夫骗他们，自称已经办理了离婚手续。杰克逊和雷切尔得知真相后，马上又去重新登记结婚。
十年过后，杰克逊当上了法官，并积极投身于田纳西州的政治。一天，杰克逊在诺克斯维尔法院外遇到了田纳西州的州长。这位州长当时正在向一大群人宣扬自己为田纳西州所做的贡献。
杰克逊觉得，有必要说明，自己也为公众利益出过力，谁知州长听后大喊道，“服务？我不知道你对国家有什么贡献，只知道你曾经把别人的老婆拐到了纳奇兹。”
听过此话，杰克逊冷若冰霜说，“上帝作证，我不许你提到我妻子神圣的名字。”边说边拿着一根棍子扑向田纳西州州长，而田纳西州的州长拔出配剑。众人立刻将两人分开。几年后，杰克逊真的在决斗中打死过一个人，就因为此人喝得酩酊大醉后，拿杰克逊的婚姻开玩笑。
作为总统候选人，杰克逊不能再通过决斗来捍卫妻子的荣誉，他知道这样做肯定会落选，杰克逊因此要求一个由公民组成的特别委员会就自己婚姻的合法性展开调查，并公布调查结果。
这个公民委员会发现，杰克逊和雷切尔是在相信雷切尔已经跟前夫离异的情况下结合的，后来发现事情真相后，马上补办结婚手续，从始至终没有任何过失。支持杰克逊的报纸公布了委员会的调查结果，反对杰克逊的报纸则没有公布，并继续对杰克逊和杰克逊夫人百般侮辱。
杰克逊强忍怒火说，“要忍着不去收拾那些恶棍，实在很难。我为国家做出过很多牺牲，但是不能去惩罚那些针对我妻子的荣誉编造谎言的家伙，实在让我忍无可忍。”反对杰克逊的报纸继续对杰克逊夫妇恶意中伤。作为还击，支持杰克逊的报纸也开始编造不利于亚当斯夫妇的谎言。

## 奴隶问题
在激烈的选战中，两位候选人都忽略了一个很重要的问题：那就是奴隶问题。
亚当斯不想因为批判奴隶制而失去南方和西部对自己的微弱支持，杰克逊则不想因为公开捍卫奴隶制而失去北方一些共和党人的支持。
亚当斯的沉默并不意味着他赞成奴隶制，南方人知道他反对奴隶制。杰克逊也不需要告诉南方人他对奴隶制的态度，他本人就是奴隶主，一辈子都在买卖奴隶。

## 两党的支持阶层
杰克逊和亚当斯和他们领导的政党还有另外一点显著区别。
亚当斯总统和共和党人代表了有产者的利益，很多亚当斯的支持者都认为政府应该让有钱人和有产者控制，他们对平民统治和民选政府感到恐惧。
杰克逊和他领导的民主党人代表的则是普通人的利益，他们认为统治不是富人的特权，并相信所有的公民都应该享有平等的民主权利。

## 结果
1828年选举，各州分别在10月31号到11月5号投票，除了南卡罗来纳州和德拉瓦州的选举人由州议会指定外，其他各州的选举人都经过民选产生。选举人票清点结果显示，杰克逊178票，亚当斯只有83票，杰克逊获得了压倒性胜利。
 本文全部或部分内容来自美国联邦政府所属的美国之音网站。根据版权条款（英文）和有关美国政府作品版权的相关法律，其官方发布的内容属于公有领域。